# Elecciones municipales de Tambopata de 2010
Las elecciones municipales de Tambopata de 2010 se llevaron a cabo el 3 de octubre de 2010 para elegir al alcalde y al Concejo Provincial de Tambopata para el periodo 2011-2014. La elección se celebró simultáneamente con elecciones regionales y municipales (provinciales y distritales) en todo el Perú.

## Sistema electoral
La Municipalidad Provincial de Tambopata es el órgano administrativo y de gobierno de la provincia de Tambopata. Está compuesta por el alcalde y el Concejo Provincial.
La votación del alcalde y el concejo se realiza en base al sufragio universal, que comprende a todos los ciudadanos nacionales mayores de dieciocho años, empadronados y residentes en la provincia de Tambopata y en pleno goce de sus derechos políticos, así como a los ciudadanos no nacionales residentes y empadronados en la provincia de Tambopata.
El Concejo Provincial de Tambopata está compuesto por 9 regidores elegidos por sufragio directo para un período de cuatro (4) años, en forma conjunta con la elección del alcalde (quien lo preside). La votación es por lista cerrada y bloqueada. Se asigna a la lista ganadora los escaños según el método d'Hondt o la mitad más uno, lo que más le favorezca.

## Composición del Concejo Provincial de Tambopata
La siguiente tabla muestra la composición del Concejo Provincial de Tambopata antes de las elecciones.
| Partidos | Partidos                     | Regidores |
| -------- | ---------------------------- | --------- |
|          | Restauración Nacional        | 6         |
|          | Justicia Nacional            | 2         |
|          | Partido Nacionalista Peruano | 1         |

## Partidos y candidatos
A continuación se muestra una lista de los principales partidos y alianzas electorales que participaron en las elecciones:
| Candidatura | Candidatura  | Partidos y alianzas | Candidatos | Candidatos                    | Ideología                                                                   | Resultado previo | Resultado previo | Ref. |
| Candidatura | Candidatura  | Partidos y alianzas | Candidatos | Candidatos                    | Ideología                                                                   | Votos (%)        | Reg.             | Ref. |
| ----------- | ------------ | --- | ---------- | ----------------------------- | --------------------------------------------------------------------------- | ---------------- | ---------------- | ---- |
|             | PNP– Mineros | Lista - Gran Alianza Nacionalista de Madre de Dios (PNP–Mineros) – Partido Nacionalista Peruano (PNP) – Movimiento Regional de Madre de Dios Mineros Unidos (Mineros) |            | Modesto Gonzales Ccarhuarupay | Socialismo democrático Nacionalismo de izquierda Regionalismo madrediosense | 18.89%           | 1                |      |
|             | APRA         | Lista - Partido Aprista Peruano (APRA) |            | Pedro Collazos Aguilera       | Aprismo                                                                     | 5.34%            | 0                |      |
|             | PPC          | Lista - Partido Popular Cristiano (PPC) |            | Luis Bocángel Ramírez         | Democracia cristiana Conservadurismo social Liberalismo económico           | 2.11%            | 0                |      |
|             | PP           | Lista - Perú Posible (PP) |            | Alain Gallegos Moreno         | Socioliberalismo Democracia liberal Tercera vía                             | 1.39%            | 0                |      |
|             | AP           | Lista - Acción Popular (AP) |            | Gabino D'Olmos Sandoval       | Humanismo Nacionalismo cívico Reformismo                                    | Nuevo            | Nuevo            |      |
|             | PAPO         | Lista - Participación Popular (PAPO) |            | Juan Arzola Rozán             | Partido atrapalotodo                                                        | Nuevo            | Nuevo            |      |
|             | MIRA         | Lista - Movimiento Independiente Región Autónoma (MIRA) |            | Igor Ruiz Zegarra             | Regionalismo madrediosense                                                  | Nuevo            | Nuevo            |      |
|             | JR           | Lista - Justicia Regional (JR) |            | Aldo Rengifo Kahn             | Regionalismo madrediosense                                                  | Nuevo            | Nuevo            |      |
|             | MPR          | Lista - Movimiento Productivo Regional (MPR) |            | Waseng Ng Cutipa              | Regionalismo madrediosense                                                  | Nuevo            | Nuevo            |      |
|             | VIDA         | Lista - Voluntad Independiente de Desarrollo Amazónico (VIDA) |            | Fredy Perlacio Vargas         | Regionalismo madrediosense                                                  | Nuevo            | Nuevo            |      |
|             | MEMD         | Lista - Movimiento Etnocacerista Regional de Madre de Dios (MEMD) |            | José Paredes Ramírez          | Regionalismo madrediosense                                                  | Nuevo            | Nuevo            |      |
|             | IND          | Lista - Lista Independiente N° 1 Contigo Vecino |            | Libertad Velásquez Giersch    | Localismo tambopatino                                                       | Nuevo            | Nuevo            |      |

## Resultados

### Sumario general
| |                                                                  |              |              |              |           |           |  |  |
| Partidos y coaliciones | Partidos y coaliciones                                           | Voto popular | Voto popular | Voto popular | Regidores | Regidores |  |  |
| Partidos y coaliciones | Partidos y coaliciones                                           | Votos        | %            | ±pp          | Total     | +/−       |  |  |
| | Justicia Regional (JR)                                           | 15,523       | 39.23        | Nuevo        | 6         | +6        |  |  |
| | Perú Posible (PP)                                                | 4,302        | 10.87        | +9.48        | 1         | +1        |  |  |
| | Gran Alianza Nacionalista de Madre de Dios (PNP–Mineros Unidos)1 | 4,186        | 10.58        | –8.31        | 1         | ±0        |  |  |
| | Partido Popular Cristiano (PPC)                                  | 3,815        | 9.64         | n/a          | 1         | +1        |  |  |
| | Movimiento Independiente Región Autónoma (MIRA)                  | 2,991        | 7.56         | Nuevo        | 0         | ±0        |  |  |
| | Lista Independiente N° 1 Contigo Vecino                          | 2,600        | 6.57         | n/a          | 0         | ±0        |  |  |
| | Movimiento Productivo Regional (MPR)                             | 1,505        | 3.80         | Nuevo        | 0         | ±0        |  |  |
| | Participación Popular (PAPO)                                     | 1,264        | 3.19         | Nuevo        | 0         | ±0        |  |  |
| | Partido Aprista Peruano (APRA)                                   | 1,158        | 2.93         | –2.41        | 0         | ±0        |  |  |
| | Voluntad Independiente de Desarrollo Amazónico (VIDA)            | 1,021        | 2.58         | Nuevo        | 0         | ±0        |  |  |
| | Acción Popular (AP)                                              | 640          | 1.62         | n/a          | 0         | ±0        |  |  |
| | Movimiento Etnocacerista Regional de Madre de Dios (MEMD)        | 566          | 1.43         | Nuevo        | 0         | ±0        |  |  |
| |                                                                  |              |              |              |           |           |  |  |
| Total | Total                                                            | 39,571       |              |              | 9         | ±0        |  |  |
| |                                                                  |              |              |              |           |           |  |  |
| Votos válidos | Votos válidos                                                    | 39,571       | 82.59        | –6.76        |           |           |  |  |
| Votos en blanco | Votos en blanco                                                  | 3,971        | 8.29         | +4.44        |           |           |  |  |
| Votos nulos | Votos nulos                                                      | 4,369        | 9.12         | +2.32        |           |           |  |  |
| Votos emitidos | Votos emitidos                                                   | 47,911       | 84.01        | –0.30        |           |           |  |  |
| Abstenciones | Abstenciones                                                     | 9,116        | 15.99        | +0.30        |           |           |  |  |
| Votantes registrados | Votantes registrados                                             | 57,027       |              |              |           |           |  |  |
| |                                                                  |              |              |              |           |           |  |  |
| Fuente: |                                                                  |              |              |              |           |           |  |  |
| Notas al pie: 1 Comparado con los resultados del Partido Nacionalista Peruano (PNP) y Movimiento Regional de Madre de Dios Mineros Unidos (Mineros) en las elecciones de 2006. |                                                                  |              |              |              |           |           |  |  |
| Notas al pie: |                                                                  |              |              |              |           |           |  |  |
| 1 Comparado con los resultados del Partido Nacionalista Peruano (PNP) y Movimiento Regional de Madre de Dios Mineros Unidos (Mineros) en las elecciones de 2006.               |                                                                  |              |              |              |           |           |  |  |

## Elecciones municipales distritales

### Sumario general
| | Movimiento Independiente Obras Siempre Obras (OSO)               | 1,062 | 21.85 | +2.41  | 1 | +1 |  |  |
| | Partido Popular Cristiano (PPC)                                  | 643   | 13.23 | n/a    | 1 | +1 |  |  |
| | Perú Posible (PP)                                                | 587   | 12.08 | n/a    | 0 | ±0 |  |  |
| | Gran Alianza Nacionalista de Madre de Dios (PNP–Mineros Unidos)1 | 582   | 11.97 | –11.52 | 0 | –1 |  |  |
| | Justicia Regional (JR)                                           | 486   | 10.00 | Nuevo  | 0 | ±0 |  |  |
| | Movimiento Independiente Amor por Madre de Dios (AMD)            | 364   | 7.49  | Nuevo  | 0 | ±0 |  |  |
| | Bloque Popular Madre de Dios (BPMD)                              | 343   | 7.06  | Nuevo  | 1 | +1 |  |  |
| | Todos por el Perú (TPP)                                          | 313   | 6.44  | Nuevo  | 0 | ±0 |  |  |
| | Voluntad Independiente de Desarrollo Amazónico (VIDA)            | 152   | 3.13  | Nuevo  | 0 | ±0 |  |  |
| | Alianza para el Progreso (APP)                                   | 112   | 2.30  | Nuevo  | 0 | ±0 |  |  |
| | Movimiento Etnocacerista Regional de Madre de Dios (MEMD)        | 94    | 1.93  | Nuevo  | 0 | ±0 |  |  |
| | Movimiento Productivo Regional (MPR)                             | 54    | 1.11  | Nuevo  | 0 | ±0 |  |  |
| | Partido Aprista Peruano (APRA)                                   | 33    | 0.68  | –11.50 | 0 | ±0 |  |  |
| | Acción Popular (AP)                                              | 20    | 0.41  | –3.21  | 0 | ±0 |  |  |
| | Movimiento Nueva Izquierda (MNI)                                 | 16    | 0.33  | n/a    | 0 | ±0 |  |  |
| |                                                                  |       |       |        |   |    |  |  |
| Total | Total                                                            | 4,861 |       |        | 3 | ±0 |  |  |
| |                                                                  |       |       |        |   |    |  |  |
| Votos válidos                                                                                                  | Votos válidos                                                    | 4,861 | 69.10 | –8.37  |   |    |  |  |
| Votos en blanco                                                                                                | Votos en blanco                                                  | 1,467 | 20.85 | +2.91  |   |    |  |  |
| Votos nulos | Votos nulos                                                      | 707   | 10.05 | +5.46  |   |    |  |  |
| Votos emitidos                                                                                                 | Votos emitidos                                                   | 7,035 | 82.97 | –0.16  |   |    |  |  |
| Abstenciones                                                                                                   | Abstenciones                                                     | 1,444 | 17.03 | +0.16  |   |    |  |  |
| Votantes registrados                                                                                           | Votantes registrados                                             | 8,479 |       |        |   |    |  |  |
| |                                                                  |       |       |        |   |    |  |  |
| Fuente: |                                                                  |       |       |        |   |    |  |  |
| Notas al pie: 1 Comparado con los resultados del Partido Nacionalista Peruano (PNP) en las elecciones de 2006. |                                                                  |       |       |        |   |    |  |  |
| Notas al pie:                                                                                                  |                                                                  |       |       |        |   |    |  |  |
| 1 Comparado con los resultados del Partido Nacionalista Peruano (PNP) en las elecciones de 2006.               |                                                                  |       |       |        |   |    |  |  |

### Resultados por distrito
La siguiente tabla enumera el control de los distritos de la provincia de Tambopata. El cambio de mando de una organización política se resalta del color de ese partido.
| Distrito    | Alcalde(sa) titular    | Partido político | Partido político             | Alcalde(sa) electo(a)   | Partido político | Partido político             |
| ----------- | ---------------------- | ---------------- | ---------------------------- | ----------------------- | ---------------- | ---------------------------- |
| Inambari    | Inocencio Aguilar Roca |                  | Partido Nacionalista Peruano | Nemesio Ccahuata Huamán |                  | Obras Siempre Obras          |
| Laberinto   | Eleuterio Muñiz Huamán |                  | Justicia Nacional            | Miguel Velarde Hurtado  |                  | Partido Popular Cristiano    |
| Las Piedras | José Ayala Apaza       |                  | Patria Amazónica 2006        | Luis Tapia Pimentel     |                  | Bloque Popular Madre de Dios |